# Avassaladoras: A Série
Avassaladoras: A série foi uma série brasileira produzida e exibida em parceria pela RecordTV e pela Fox Brasil entre 27 de janeiro e 19 de junho de 2006 em 22 episódios. Baseado no filme Avassaladoras (2002), foi criada por Renê Belmonte, com roteiros de Ana Paul, Calixto Hakim, Lulu Silva Telles, Maria Helena Alvim, Mário Viana, Nina Crintzs, Pablo Peixoto, Paula Richard, Paulo Vivan, Priscila Maia e Tony Góes e com direção de Mara Mourão e José Carlos Piéri.
Vanessa Lóes, Débora Lamm, Giselle Itié e Virgínia Cavendish interpretam as quatro amigas protagonistas.

## Enredo
Laura, Betty, Silvinha Teresa são quatro amigas de 30 e poucos anos independentes e bem sucedidas, mas que ainda não descobriram como lidar com a vida pessoal. Laura é romântica e se apega logo na primeira vez, mas nunca consegue alguém que a leve a sério; Betty teve um rápido casamento falido que acabou em traição e, de volta para a vida de solteira, se tornou uma devoradora de homens sem freio; Silvinha é desencanada, bissexual e liberal, mas esconde seu lado sentimental e foge de se abrir para alguém; já Teresa é viciada em trabalho e, por assumir tanta carga profissional, nunca tem tempo para conhecer alguém. Unidas, elas estão dispostas a dar um jeito na vida romântica e ajudar umas as outras a se resolver.

## Elenco
| Ator/Atriz         | Personagem                 |
| ------------------ | -------------------------- |
| Vanessa Lóes       | Laura Bragança             |
| Débora Lamm        | Elizabeth Gusmão (Betty)   |
| Giselle Itié       | Sílvia Bragança (Silvinha) |
| Virgínia Cavendish | Teresa Roma                |
| Márcio Garcia      | Caíque                     |
| Eduardo Galvão     | Danilo                     |
| Gustavo Mello      | Giba                       |
| Marília Medina     | Soraia                     |

### Participações especiais
| Ator/Atriz            | Personagem      |
| --------------------- | --------------- |
| Marcos Mion           | Rodrigo         |
| Heitor Martinez       | Roberto Moreira |
| Nicola Siri           | Dr. Márcio      |
| Carlos Bonow          | Paulo Gustavo   |
| Jonas Bloch           | Mauro           |
| Marcos Winter         | Alê             |
| Amanda Lee            | Felícia         |
| Felipe Rocha          | Pierre          |
| João Vitti            | Celso           |
| Cláudio Lins          | Raul            |
| Erom Cordeiro         | Sérgio          |
| Lugui Palhares        | Valdemar        |
| Sacha Bali            | Tibério         |
| Carlos Thiré          | Érico           |
| Vergniaud Mendes      | Diego           |
| Zéu Britto            | Plínio          |
| Renata Castro Barbosa | Sara            |
| Vinícius Manne        | Rubens          |
| Luiz Nicolau          | Felipe          |
| Robert Guimarães      | Manu            |
| Anna Markun           | Angela          |

## Episódios
1. Mudanças (27 de janeiro de 2006)
2. Onde se ganha o pão (3 de fevereiro de 2006)
3. Síndrome de Peter Pan (10 de fevereiro de 2006)
4. Insegurança (17 de fevereiro de 2006)
5. Mulheres em Conserva (27 de fevereiro de 2006)
6. Ser ou Não Ser (6 de março de 2006)
7. Ex é Demais (13 de março de 2006)
8. Fixação (20 de março de 2006)
9. Tecnologia… Eu quero uma para viver (27 de março de 2006)
10. Estilos (3 de abril de 2006)
11. O Belo e as Feras (10 de abril de 2006)
12. Não é Bem Assim (17 de abril de 2006)
13. Ninguém é Perfeito (24 de abril de 2006)
14. O Sexo e a Idade (1 de maio de 2006)
15. Como é que é? (8 de maio de 2006)
16. A Medida das Coisas (15 de maio de 2006)
17. Bebê a Bordo (22 de maio de 2006)
18. Sexo, Amor e Confusão (29 de maio de 2006)
19. Complexo de Cinderela (5 de junho de 2006)
20. Meninices (12 de junho de 2006)
21. Para Variar (19 de junho de 2006)
22. E Agora? (26 de junho de 2006)

## Ficha técnica
- RecordTV: às 23:30 horas (segunda-feira); reprises: 22:30 horas (quarta-feira)
- Fox: às 21:00 horas (quarta-feira)
- Data de estreia: 27 de Janeiro de 2006
- Data de término: 26 de Junho de 2006
- Autor: Renê Belmonte
- Diretores: Mara Mourão e José Carlos Pieri
- Direção geral: Mara Mourão
- Roteiro: Renê Belmonte, Paulo Vivan, Pablo Peixoto, Mário Viana, Priscila Maia, Tony Góes, Carol Castro, Nina Crintzs, Lulu Silva Telles, Maria Helena Alvim, Paula Richard, Calixto Hakim e Ana Paul.